# Olga Gurlukovich
Olga Gurlukovich è un personaggio della serie di videogiochi Metal Gear della Konami. Olga è la figlia di Sergei Gurlukovich, nonché membro della sua armata personale, i Mercenari di Gurlukovich. Prese il comando dell'unità di suo padre dopo la sua morte. In seguito venne costretta ad unirsi ai Patriots dopo che le rapirono la figlia, Sunny. Lavorò come loro agente, giocando un ruolo importante durante l'incidente della Big Shell del 2009. È molto esperta nel combattimento corpo a corpo.
È nata il 23 settembre ed è di gruppo sanguigno A.

## Biografia
(Olga Gurlukovich)
Olga guidava i mercenari di suo padre quando si impossessarono della nave da trasporto Discovery nel tentativo di rubare il Metal Gear RAY nel 2007. Le intenzioni di Sergei al tempo erano quelle di usare il RAY come super arma per rendere potentissima la sua patria, la Russia. Invase la nave con l'aiuto di Revolver Ocelot.
Dopo poco, Olga venne sfidata da Solid Snake. Snake ebbe la meglio, riuscendo a metterla k.o. Dopodiché, Olga prese il comando delle forze militari di suo padre Sergei, morto precedentemente per mano di Ocelot e divenne una rinnegata, unendosi alla mafia russa, che era in realtà controllata dai Patriots. Dopo aver partorito, sua figlia venne presa in ostaggio dai Patriots e usata come ricatto per far lavorare Olga con loro.
Olga si unì in seguito ai Sons of Liberty, il gruppo terroristico che prese il controllo della Big Shell, e prese come ostaggio il Presidente Johnson. Olga in realtà stava facendo il doppio gioco, infatti la sua vera missione era quella di proteggere a tutti i costi Raiden. Per fare questo, assunse l'identità del Cyborg Ninja, così come fece Gray Fox durante gli eventi di Metal Gear Solid, e diede preziosi consigli a Raiden via codec sotto il falso nome di Mr. X, così come Gray Fox usò il nome Gola Profonda. La sua tuta è molto simile a quella di Fox, ed inoltre impugna una spada ad alta frequenza.
Dopo che Raiden venne portato a bordo dell'Arsenal Gear, Olga si rivela ad esso e lo libera dalla macchina di tortura. Raiden, con l'aiuto di Solid Snake, scappò e venne sfidato da Solidus Snake. A questo punto, Olga rivelò la sua vera identità a tutti, incluso Solidus. Era determinata ad aiutare Raiden, visto che la sua morte sarebbe stata la causa dell'assassino di sua figlia da parte dei Patriots. Irritato dal doppio gioco di Olga, Solidus la uccise col suo P90, sparandole un proiettile alla testa.
Olga consegnò la sua spada (tramite Solid Snake) a Raiden verso la fine del gioco. Probabilmente, questo gesto doveva far intendere a Raiden che avrebbe dovuto prendere il ruolo di Ninja dopo di lei.